# Andy Day
Andy Day (ur. 15 maja 1981 w Luton) – brytyjski prezenter telewizyjny CBeebies.

## Wybrana filmografia
- 2020: Andy i dino-zabawy jako Andy
- 2020: Andy i podwodny świat jako Andy
- 2020: Andy i jego ulubione przygody jako Andy
- 2019: Andy i dzika gimnastyka jako Andy
- 2018: Andy i sekretna kryjówka jako Andy
- 2018: Andy na safari jako Andy
- 2016–2017: Andy i zwierzątka jako Andy Day
- 2016: Andy i prehistoryczne przygody jako Andy
- 2014: Andy i dinozaury jako Andy
- 2012: Andy i zwierzęta świata jako Andy

## Nagrody i nominacje
| Rok  | Nagroda                               | Kategoria           | Rezultat  |
| ---- | ------------------------------------- | ------------------- | --------- |
| 2009 | Nagroda Brytyjskiej Akademii Filmowej | Najlepszy prezenter | Nominacja |